# Anna Maria Pyrker
Anna Maria Pyrker, född i Geyereck eller Geiereck 27 januari 1717, död 10 november 1782, var en tysk operasångare (sopran). Hon var kammarsångare. Hon gifte sig 1737 med den österrikiska violinisten Franz Joseph Pyrker som understödde henne i sångkarriären. 
Pyrker turnerade i Italien 1744-47, uppträdde i London 1747-48 och därefter i Köpenhamn som medlem av Mingottis hovtrupp 1748-50. Hon var hovsångerska i Stuttgart hos hertig Karl Eugen av Württemberg mellan 1750 och 1756. I samband med Karl Eugens skilsmässa placerades hon under arrest i isoleringscell och blev inte frigiven förrän efter att ingripande av Maria Teresia av Österrike 1764. Hon och hennes make försörjde sig efter frigivningen som musiklärare. 